# تشارلي تي بلاك
تشارلي تي بلاك (بالإنجليزية: Charlie T. Black) هو مدرب كرة سلة أمريكي، ولد في 5 يناير 1901 في ألتون في الولايات المتحدة، وتوفي في 14 ديسمبر 1988 في سيتروس هيايتس في الولايات المتحدة.